# Dominique Blanc

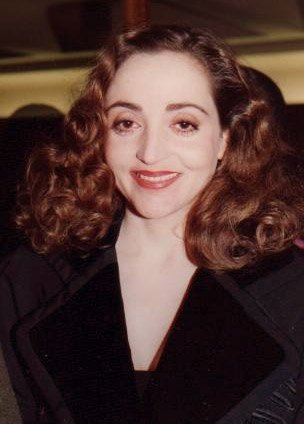
Dominique Blanc på Césarpriset 1993.

Dominique Blanc, född 25 april 1956 i Lyon, är en fransk skådespelare.
Blanc har vunnit fyra Césarpriser, en i kategorin Bästa kvinnliga huvudroll för Stand-by (2000), och tre i kategorin Bästa kvinnliga biroll för Några dagar i maj (1990), Indochine (1992) och Ceux qui m'aiment prendront le train (1998). Hon har blivit nominerad ytterligare fyra gånger. 2008 vann hon Volpipokalen för bästa kvinnliga skådespelare på Filmfestivalen i Venedig för sin roll i  L'autre (2008).

## Filmografi i urval
- 1988 – Quelques jours avec moi
- 1990 – Några dagar i maj
- 1992 – Indochine
- 1994 – Drottning Margot
- 1995 – Total Eclipse
- 1998 – Ceux qui m'aiment prendront le train
- 1999 – Snatterskan
- 2000 – Picknick med Osiris
- 2000 – Stand-by
- 2001 – Le Pornographe
- 2007 – Kapten Ahab
- 2008 – L'autre
- 2010 – En katt i Paris (röst)